# Jean-Paul Laury
Pour les articles homonymes, voir Laury.
Jean-Paul Laury, né le 27 décembre 1963 à Tours, est un archer français.

## Carrière
Il remporte la médaille d'or en arc à poulie par équipe des Championnats du monde en campagne 1994, la médaille d'argent individuelle en arc classique aux Championnats du monde en campagne 1992, la médaille de bronze individuelle en arc à poulies aux Jeux mondiaux de 1993 et par équipes aux Championnats du monde en campagne  1998. Il est aussi médaillé d'argent individuel et par équipe en arc à poulies aux Championnats d'Europe en campagne 1997.